# Droga wojewódzka 867
Die Droga wojewódzka 867 (DW 867) ist eine 81 Kilometer lange Droga wojewódzka (Woiwodschaftsstraße) in der polnischen Woiwodschaft Karpatenvorland und der Woiwodschaft Lublin, die Sieniawa mit Hrebenne verbindet. Die Strecke liegt im Powiat Przeworski, im Powiat Lubaczowski und im Powiat Tomaszowski.

## Streckenverlauf
Woiwodschaft Karpatenvorland, Powiat Przeworski
-  Sieniawa (DW 835, DW 870)
- Dobra

Woiwodschaft Karpatenvorland, Powiat Lubaczowski
- Stare Oleszyce
-  Oleszyce (DW 865)
-  Lubaczów (DW 866)
- Młodów
- Piastowo
- Basznia Dolna
- Horyniec-Zdrój
- Dziewięcierz
- Werchrata
- Prusie

Woiwodschaft Lublin, Powiat Tomaszowski
- Siedliska
-  Hrebenne (DK 17)